# 法拉第笼

法拉第笼的原理

法拉第笼（英語：Faraday cage），又称法拉第屏蔽罩（英語：Faraday shield），是一个由金属或者良导体形成的笼子。
由于金属的静电等势性，可以有效遮蔽外电场的電磁干擾。法拉第遮罩无论被加上多高的电压内部也不存在电场。而且由于金属的导电性，即使笼子通过很大的电流，内部的物体通过的电流也微乎其微。
在面对电磁波时，屏蔽效果與電磁波的頻率有關。阻擋頻率較低（波長較長）的電磁波需要用較厚的法拉第籠，藉此增加集膚效應。若要阻擋頻率較高（波長較短）的電磁波，則需要縮小籠子的孔洞尺寸，通常孔的直徑要小於電磁波的波長。
由于法拉第遮罩的静电屏蔽原理，在汽车、飛機等交通工具中的人是不会被雷击的。